# Sam Bennett
Sam Bennett   (Wervik, 16 d'octubre de 1990) és un ciclista irlandès, professional des del 2010. Actualment corre a l'equip Decathlon–AG2R La Mondiale Team. En el seu palmarès destaca la victòria a la Clàssica d'Almeria i la Volta a Colònia, ambdues el 2014, i la París-Bourges de 2015 i 2016. El 2018 guanyà tres etapes al Giro d'Itàlia, el 2019 dues a la Volta a Espanya i el 2020 dues al Tour de França, a banda del mallot verd de la classificació per punts al Tour de França.

## Palmarès
- 2008
  -  Campió d'Europa júnior en Puntuació
  -  Campió d'Irlanda júnior en ruta
  - Volta a Irlanda júnior
- 2009
  - Vencedor d'una etapa de l'FBD Insurance Rás
- 2010
  -  Campió d'Irlanda sub-23 en ruta
  - Vencedor d'una etapa del Roine-Alps Isera Tour
- 2011
  -  Campió d'Irlanda sub-23 en ruta
  - 1r al Grote Prijs van de Stad Geel
- 2013
  - Vencedor de 2 etapes de l'An Post Rás
  - Vencedor d'una etapa de la Volta a la Gran Bretanya
- 2014
  - 1r a la Clàssica d'Almeria
  - 1r a la Volta a Colònia
  - Vencedor d'una etapa de la Volta a Baviera
- 2015
  - 1r a la París-Bourges
  - Vencedor de 2 etapes de la Volta a Baviera
  - Vencedor d'una etapa al Tour de Qatar
  - Vencedor d'una etapa a l'Arctic Race of Norway
- 2016
  - 1r a la París-Bourges
  - Vencedor d'una etapa al Critèrium Internacional
  - Vencedor d'una etapa al Giro de Toscana
- 2017
  - 1r al Sparkassen Münsterland Giro
  - Vencedor d'una etapa a la París-Niça
  - Vencedor de 2 etapes a la Volta a Eslovènia
  - Vencedor de 2 etapes al Czech Cycling Tour
  - Vencedor de 4 etapes a la Volta a Turquia
- 2018
  - 1r a la Volta a Colònia
  - Vencedor de 3 etapes al Giro d'Itàlia
  - Vencedor de 3 etapes a la Volta a Turquia
- 2019
  -  Campió d'Irlanda en ruta
  - Vencedor d'una etapa a la Volta a San Juan
  - Vencedor d'una etapa a l'UAE Tour
  - Vencedor de 2 etapes a la París-Niça
  - Vencedor de 2 etapes a la Volta a Turquia
  - Vencedor d'una etapa al Critèrium del Dauphiné
  - Vencedor de 3 etapes al BinckBank Tour
  - Vencedor de 2 etapes a la Volta a Espanya
- 2020
  - 1r a la Race Torquay
  - Vencedor d'una etapa al Tour Down Under
  - Vencedor d'una etapa a la Volta a Burgos
  - Vencedor de 2 etapes al Tour de França.  Vencedor de la classificació per punts
- 2020
  - Vencedor d'una etapa a la Volta a Espanya
- 2021
  - 1r a la Classic Bruges-De Panne
  - Vencedor de 2 etapes a l'UAE Tour
  - Vencedor de 2 etapes a la París-Niça
  - Vencedor de 2 etapes a la Volta a l'Algarve
- 2022
  - 1r a l'Eschborn-Frankfurt
  - Vencedor de 2 etapes a la Volta a Espanya
- 2023
  - Vencedor d'una etapa de la Volta a San Juan
  - Vencedor de 2 etapes al Sibiu Cycling Tour
- 2024
  - 1r als Quatre dies de Dunkerque i vencedor de 4 etapes
- 2025
  - Vencedor de dues etapes al Tour La Provence
  - Vencedor de dues etapes a la Région Pays de la Loire Tour

### Resultats al Tour de França
- 2015. Abandona (17a etapa)
- 2016. 174è de la classificació general
- 2020. 138è de la classificació general. Vencedor de 2 etapes.  Vencedor de la classificació per punts
- 2024. Abandona a la 17a etapa

### Resultats al Giro d'Itàlia
- 2017. 158è de la classificació general
- 2018. 112è de la classificació general. Vencedor de 3 etapes
- 2025. 145è de la classificació general

### Resultats a la Volta a Espanya
- 2019. 134è de la classificació general. Vencedor de 2 etapes
- 2020. 137è de la classificació general. Vencedor d'una etapa
- 2022. No surt (10a etapa). Vencedor de 2 etapes